# Philipp Scholz (Volleyballspieler)
Philipp Scholz (* 15. April 1997) ist ein deutscher Volleyballspieler.

## Karriere
Philipp Scholz spielte in seiner Jugend in Unterfranken beim TSV Großheubach und beim TV Mömlingen. Seit 2017 spielte er beim SSC Karlsruhe zunächst in der Regionalliga. In den Spielzeiten 2019/20 und 2020/21 startete der Diagonalspieler für die Baden Volleys SSC Karlsruhe und galt auch als „Leistungsträger abseits des Feldes“. Im Sommer 2021 nahm er Abschied von der ersten Mannschaft. 2022/23 spielte er beim Nord-Zweitligisten TuS Mondorf und gewann hier die Meisterschaft. Seit 2023 ist Scholz in der Oberliga Württemberg bei der SG MADS Ostalb aktiv.